# Дарин Салам
Дарин Ј. Салам (рођена 1987) је јорданска режисерка и књижевница палестинских корена. Њена филмографија се састоји од пет кратких филмова Still Alive, The Dark Outside и The Parrot. Fahra (2021) је њен деби у наративним дугометражним филмовима.
Дипломирала је на Институту за кинематографску уметност Црвеног мора.

## Фарха
Први дугометражни филм Салам Фарха прича причу о девојци ухваћеној у рацији палестинског села током Накбе. Салам је почела да пише филм 2016. године, али се суочила са великим одбијањем, укључујући упозорења да ће филм окончати њену каријеру. Фарха је заснована на причи о преживелој Палестинки која је побегла у Сирију и испричала своју муку мајци Дарин Салам. Филм је емитован на Нетфликсу што је изазвало осуду израелске владе.

## Филмографија
- The Balcony (2008), кратак филм
- Still Alive (2009), кратак филм
- The Dark Outside (2014), кратак филм
- The Parrot (2016), кратак филм
- Farha (2021)[6]

## Награде и номинације
- Филмска награда Фондације Роберт Бош (2015) за The Parrot (кратки играни филм)
- Категорија најбољег омладинског играног филма на Азијско-пацифичким екранима 2022. за Farha[7]
- Фарха је Јорданова пријава у категорији најбољег међународног играног филма на 95. додели Оскара.[8][9]